# Sakarias Koller Løland
Sakarias Koller Løland (* 20. September 2001 in Bergen-Rådal) ist ein norwegischer Radrennfahrer.

## Sportlicher Werdegang
Nachdem Løland als Junior bereits bei nationalen Meisterschaften und im UCI Men Juniors Nations’ Cup erfolgreich war, fuhr er nach dem Wechsel in die U23 zunächst ein Jahr für den Ringerike Sykkelklubb. Zur Saison 2021 wurde er Mitglied im Uno-X DARE Development Team, seinen ersten Erfolg für das Team erzielte er 2022 mit dem Sieg beim heimischen Ringerike Grand Prix. 2023 entschied er die erste Etappe und die Punktewertung der Okolo Jižních Čech für sich, in der Gesamtwertung belegte er beim Sieg seines Teamgefährten Martin Solhaug Hansen den fünften Platz. Zum Saisonabschluss gewann er im Oktober das U23-Rennen von Paris-Tours.
Zur Saison 2024 wurde Løland in das Uno-X Pro Cycling Team übernommen, blieb aber in seiner Debütsaison ohne nennenswerte Ergebnisse. Im Jahr 2025 gewann er zum zweiten Mal den Ringerike Grand Prix.

## Erfolge
2019
- Norwegischer Meister – Straßenrennen (Junioren)
- eine Etappe Saarland Trofeo

2022
- Ringerike Grand Prix

2023
- eine Etappe und Punktewertung Okolo Jižních Čech
- Paris–Tours Espoirs

2025
- Ringerike Grand Prix